# Hiroshimapark
Der Hiroshimapark ist eine Grünfläche im Zentrum der schleswig-holsteinischen Landeshauptstadt Kiel. Er liegt zwischen dem Rathaus und dem Kleinen Kiel und erinnert an den ersten Abwurf einer Atombombe auf die japanische Stadt Hiroshima am 6. August 1945.

## Geschichte

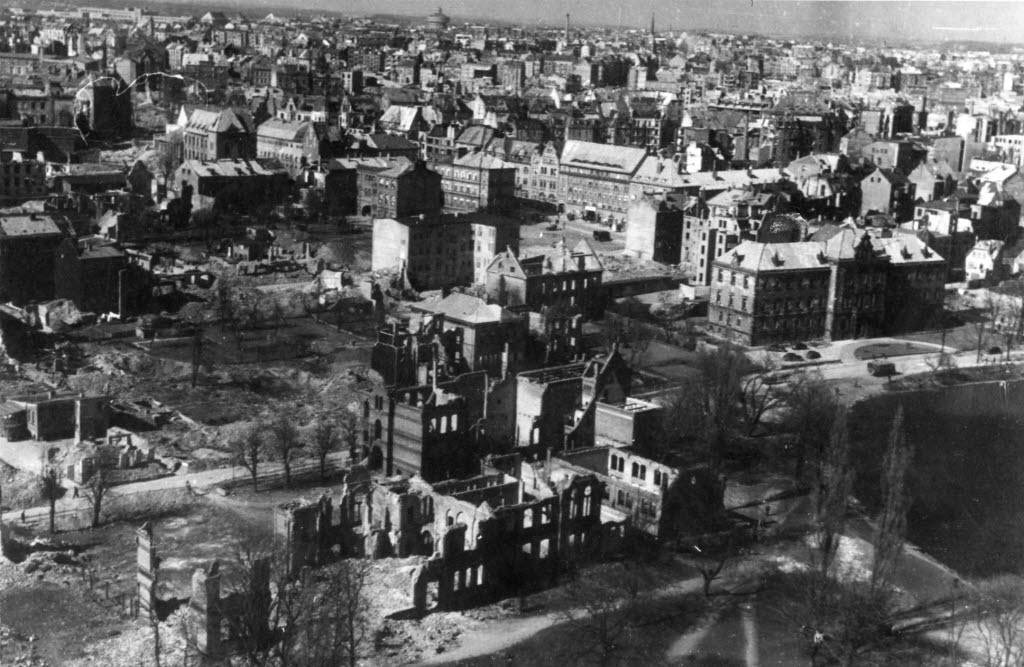
Blick vom Rathausturm auf den Lorentzendamm mit dem Oberappellationsgericht (später Justizministerium) am Kleinen Kiel. Im Vordergrund das heutige Parkgelände mit der Ruine der Gelehrtenschule (1946)

Die Grünfläche wurde 1934 in Erinnerung an den ehemaligen deutschen Reichskanzler Otto von Bismarck als Bismarckanlagen angelegt. Der Kieler Polizeipräsident genehmigte den Namen am 18. Mai 1934. Auf Beschluss der Kieler Ratsversammlung vom 21. Mai 1987 wurde der Name in Hiroshimapark geändert. Auf dem nordwestlichen Teil des Geländes der heute rund 16.000 m² großen Parkanlage stand am Lorentzendamm von 1868 bis zur Zerstörung 1944 die Kieler Gelehrtenschule. Von 1950 bis 2002 befand sich im Park die Sandsteinskulptur Die Schlummernde von Richard Engelmann, die inzwischen wieder an ihren ursprünglichen Standort im Schrevenpark zurückversetzt ist, wo sie seit 1926 gestanden hatte. Seit 1986 findet im Park jedes Jahr am 6. August eine Gedenkstunde zur Erinnerung an den Atombombenabwurf in Hiroshima statt.

## Bauwerke
- Bismarck-Denkmal, 1897 von Harro Magnussen (1861–1908) geschaffen[4]
- Gedenkstein für die schleswig-holsteinischen Sinti und Roma, die dem Völkermord der Nationalsozialisten zum Opfer fielen, im Mai 1997 errichtet[5]
- der 2004 als Wasserspiel mit Lichtschranken gestaltete Brunnen Changing Invisibility von Jeppe Hein[6]
- Betonskulptur Lebensweg von Christoph Ruhz (1984)
- Skulptur Gebrochener Steinkreis von Dieter Koswig (1978)
- eine unbetiltelte Skulptur aus Anröchter Dolomit von Johannes Michler (1983)[7]

## Medien

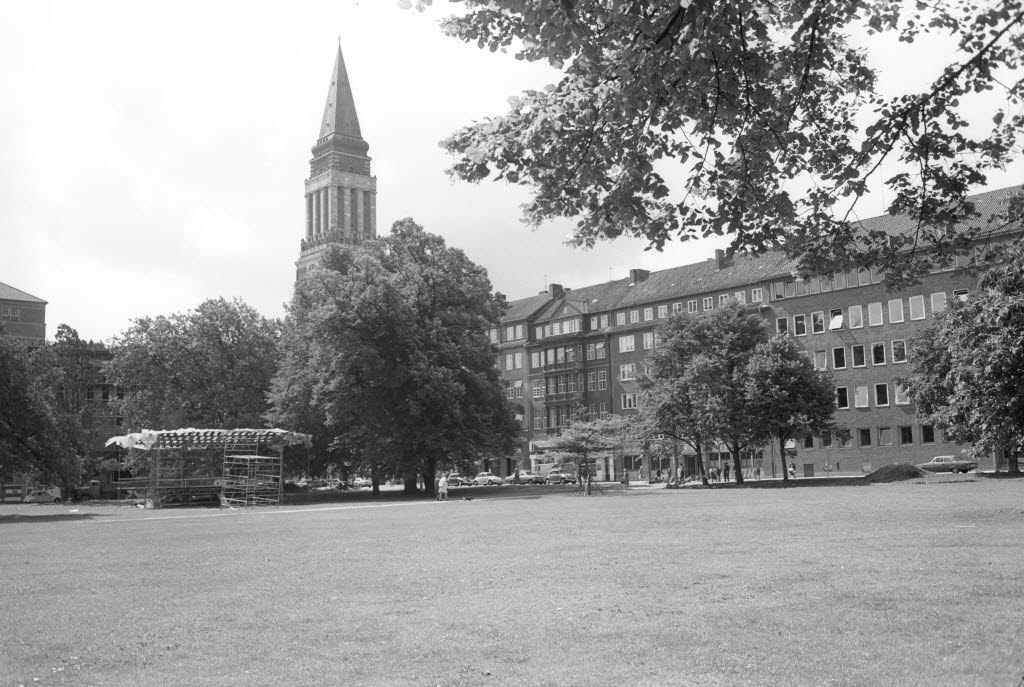
Blick zur Rathausstraße, Ecke Fleethörn (1971)
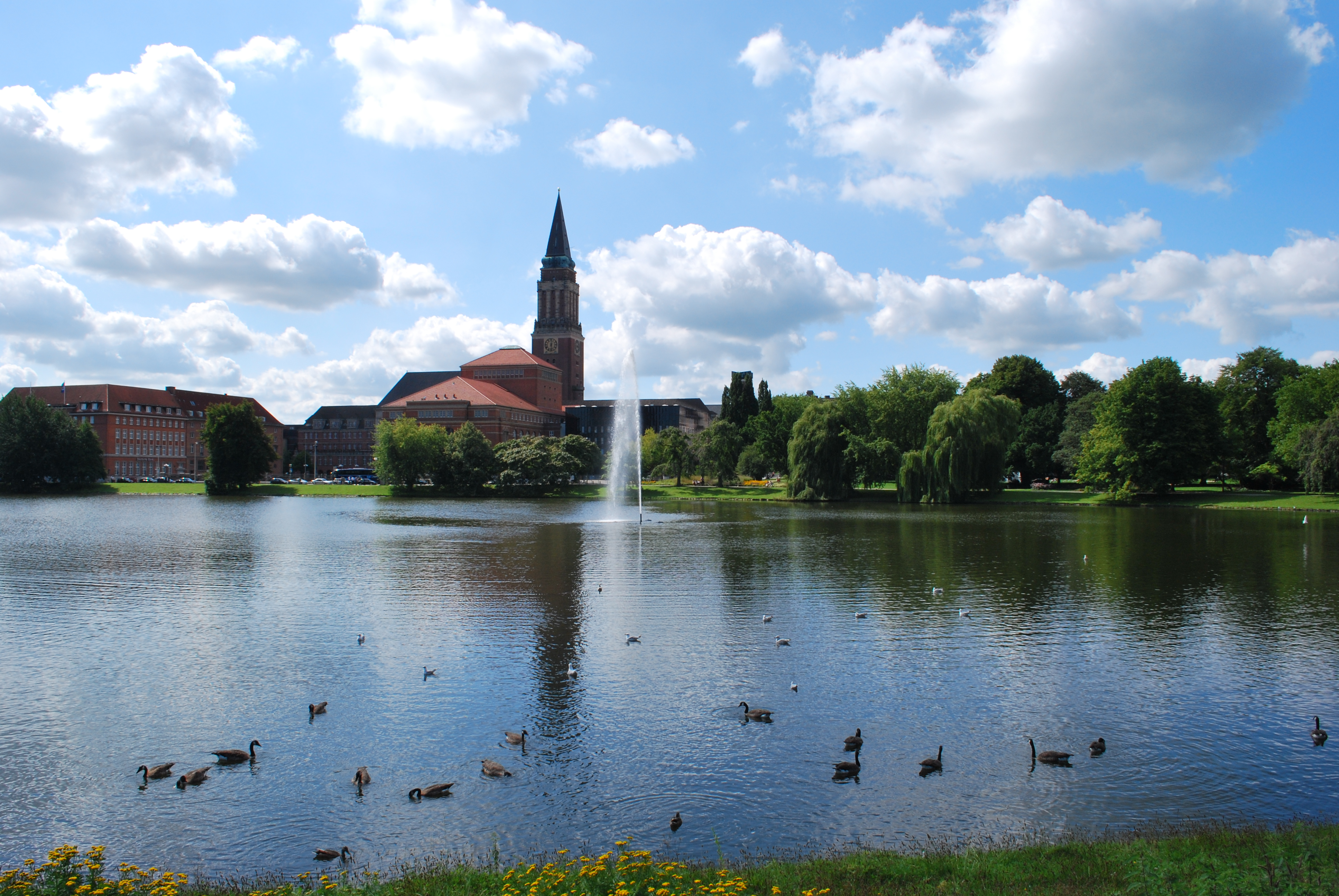
Kieler Rathausturm und Opernhaus (Vorderfront); auf der rechten Bildhälfte im Hintergrund der Hiroshimapark (2008)
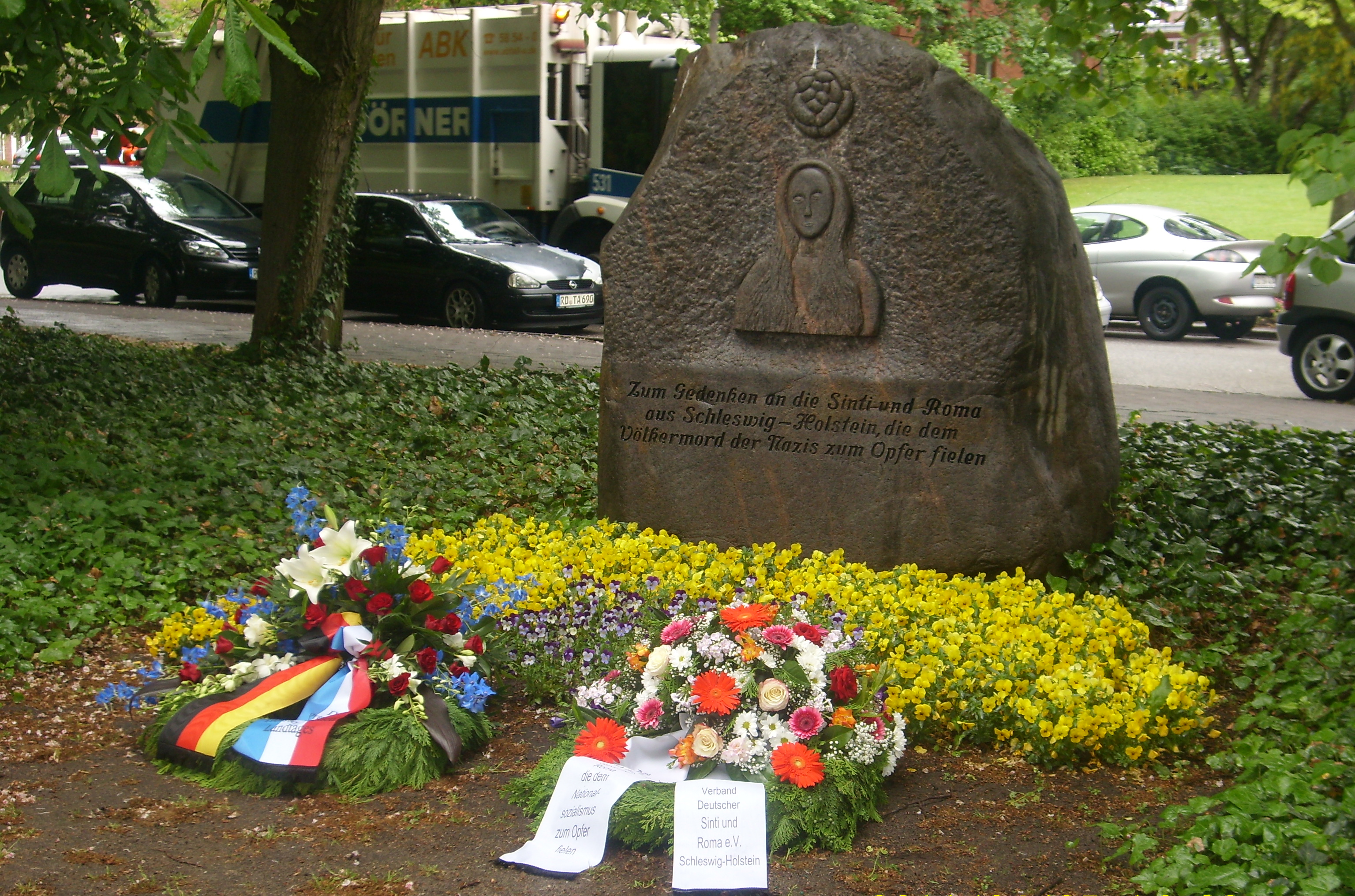
Gedenkstein für die Sinti und Roma aus Schleswig-Holstein, die dem Völkermord der Nationalsozialisten zum Opfer fielen
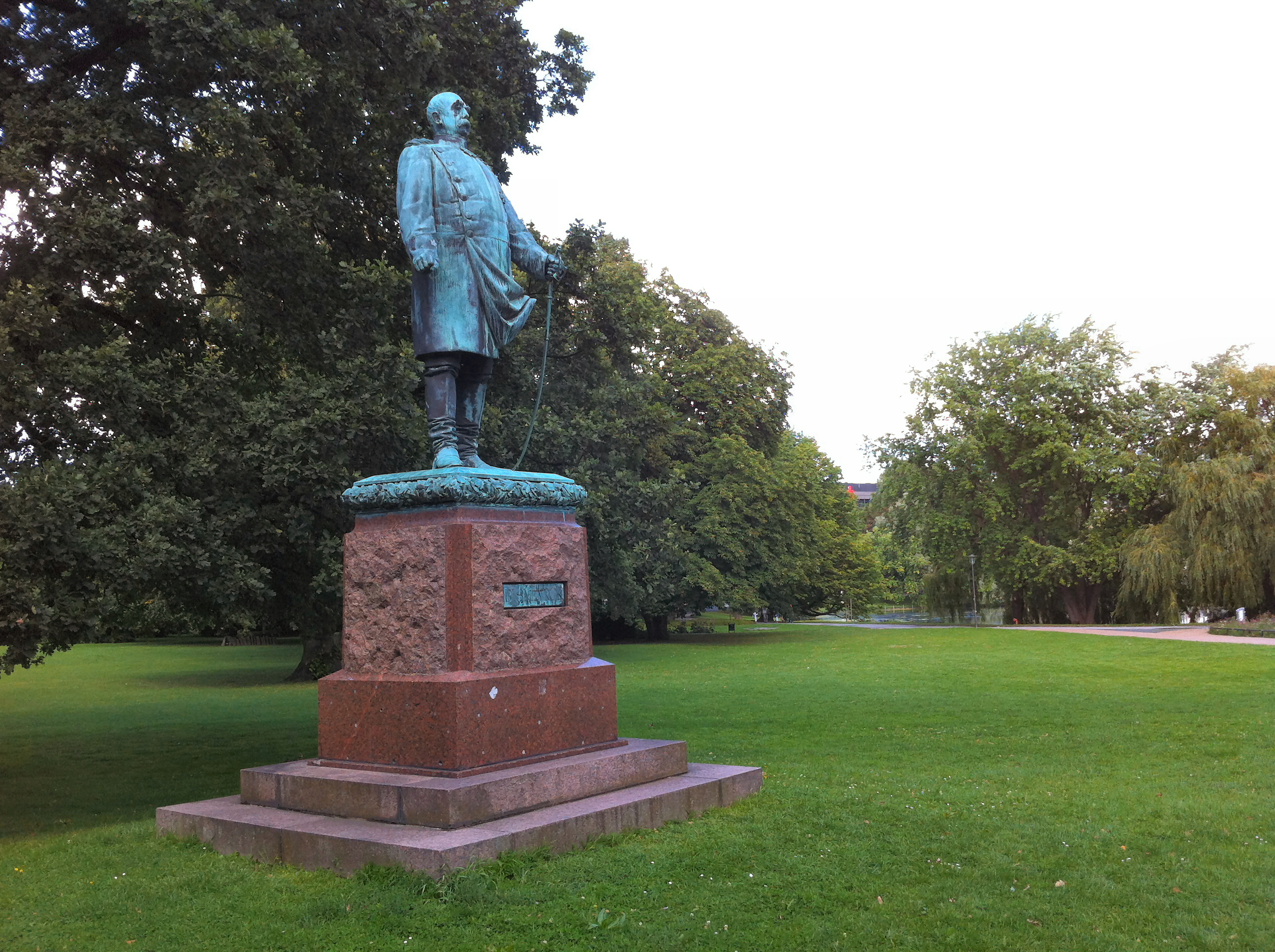
Bismarck-Statue im Kieler Hiroshimapark
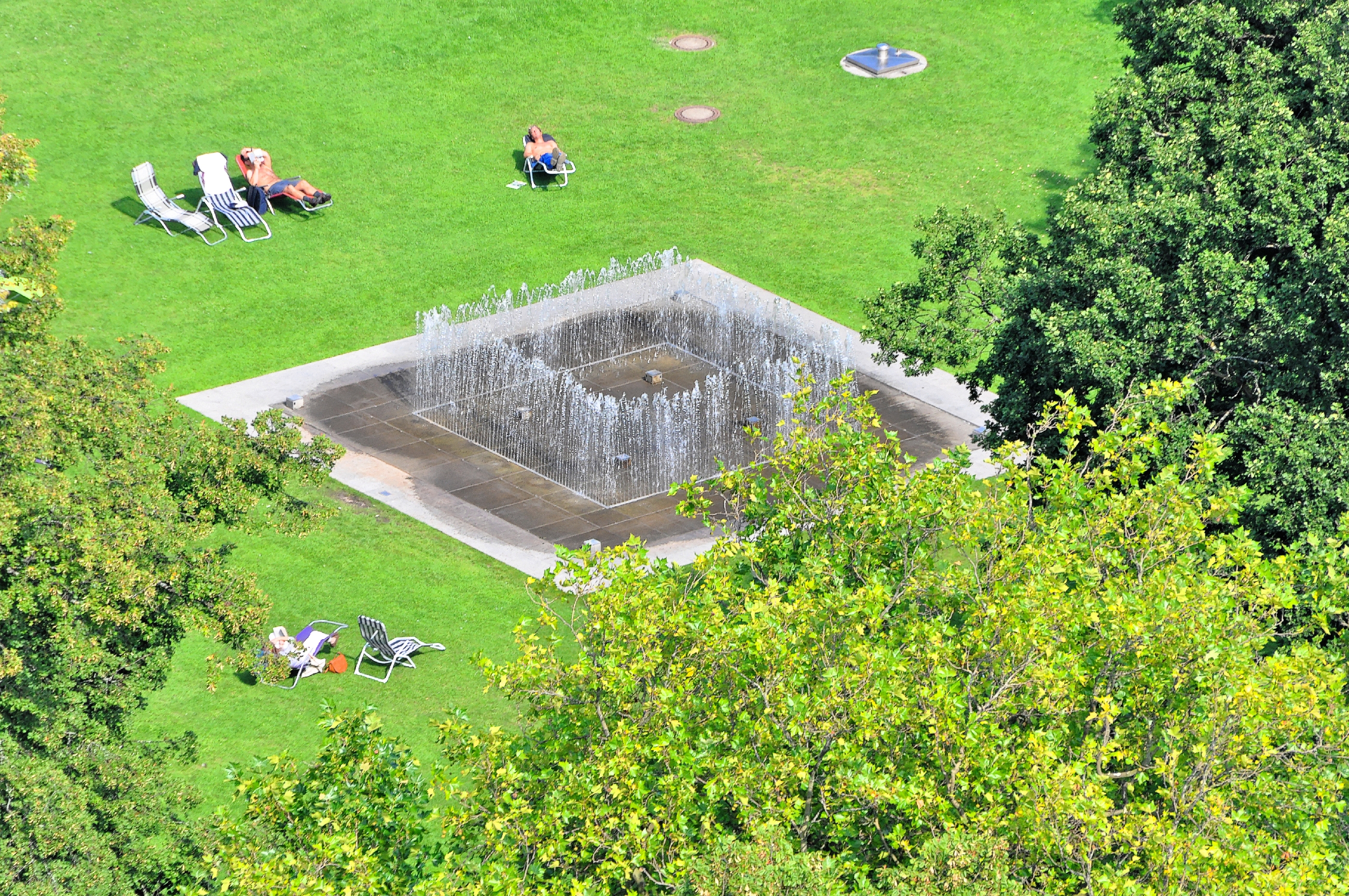
Brunnen Changing Invisibility von Jeppe Hein
- Der als Wasserspiel mit Lichtschranken gestaltete Brunnen Changing Invisibility von Jeppe Hein im Hiroshimapark in Kiel (Video durch anklicken abspielbar).